# NATT'S

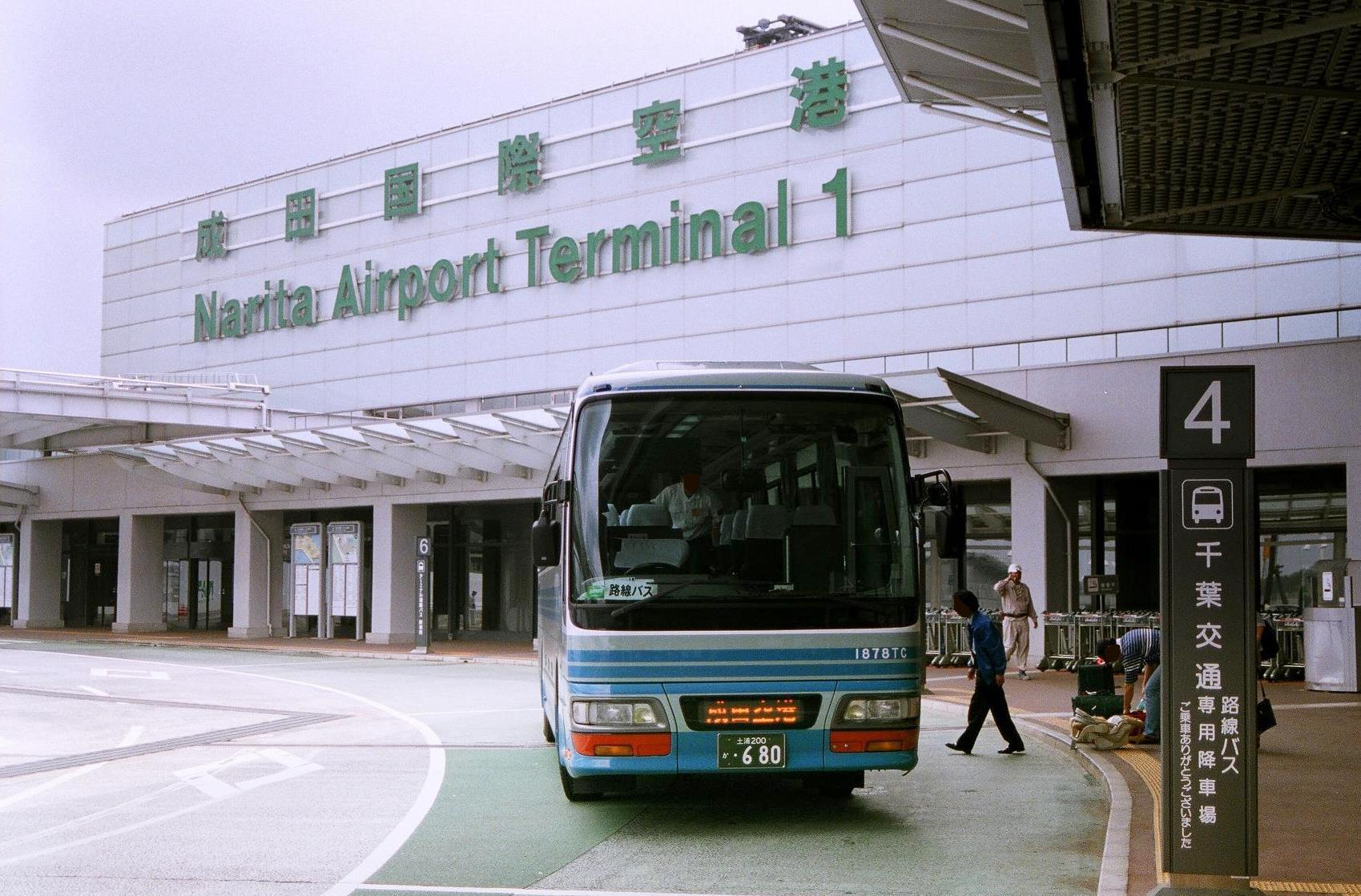
成田国際空港に到着したエアポートライナーNATT'S

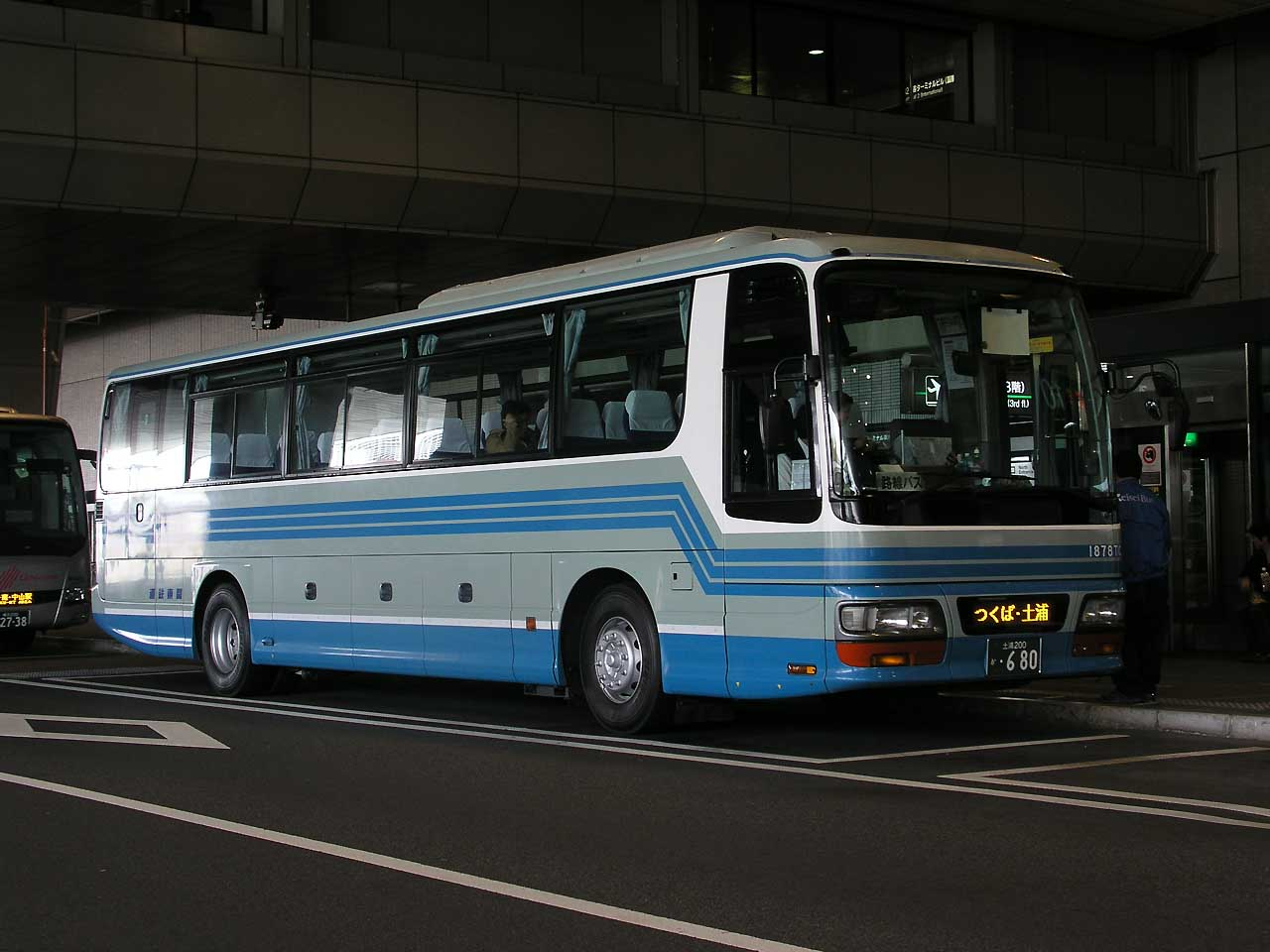
エアポートライナーNATT'S(1878TC)

エアポートライナーNATT'S（エアポートライナーナッツ）は、成田国際空港（千葉県成田市）とつくばセンター・土浦駅（いずれも茨城県）の間を結ぶ空港連絡バスである。成田空港行きは予約が必要で、成田空港発は予約不要である。
愛称は、成田空港（Narita Airport）のNA、つくば（Tsukuba）のT、土浦（Tsuchiura）のTと、各頭文字を組み合わせたものである。

## 概説
1994年7月1日、成田空港直通列車がない茨城県土浦市・つくば市を結ぶバスとして運行を開始した。当初は1日6往復であったが、2001年12月16日に9往復に増便された。2004年12月20日には、途中停車地に「竜ヶ崎ニュータウン」（龍ケ崎市）・「牛久」（牛久市）が追加された。
2015年11月16日、これまでの一般道経由から、首都圏中央連絡自動車道（圏央道）、東関東自動車道経由に変更。これにより、新利根、竜ケ崎ニュータウン、牛久停留所廃止。また、運行本数を12往復に増便し、2016年3月31日まで大人2,000円・子供1,000円となるキャンペーン運賃を実施。キャンペーン終了後に運賃を2200円に統一。
2020年、成田空港の航空ダイヤ大幅減便に伴い臨時運休。その後は成田空港交通単独による期間限定の運行再開を経て、臨時減便ダイヤでの運行が続いている。2022年12月5日、運賃を2400円に改定。
鉄道と比べて乗り換えの必要がなく着席が保証される一方で、運行本数が少なく、運賃は土浦駅基準で鉄道の約2倍である（鉄道1,320円、本路線2,400円）。

## 運行会社
- 京成バス千葉イースト（成田営業所・成田空港営業所）
- 関東鉄道（土浦営業所）

## 停留所一覧
2020年12月現在。成田空港のターミナルは3-2-1の順に停車する。土浦駅東口行きの行き先表示は、「つくば・土浦」である。
停留所設備
a：トイレあり
b：待合所あり
c：券売所あり（周辺含む）
| 停留所名                  | 場所      | 設備  | バスのりかえ                                                            | 所在地         |
| ------------------------- | --------- | ----- | ----------------------------------------------------------------------- | -------------- |
| 成田空港第1旅客ターミナル |           | a,b,c |                                                                         | 千葉県成田市   |
| 成田空港第2旅客ターミナル |           | a,b,c |                                                                         | 千葉県成田市   |
| 成田空港第3旅客ターミナル |           | a,b,c |                                                                         | 千葉県成田市   |
| ひたち野うしく駅          | 東口      | a,c   | つくばセンター方面 コミュニティバス運動公園ルート、ひたち野うしくルート | 茨城県牛久市   |
| つくばセンター            | 8番のりば | a,b,c | 市内・周辺各方面                                                        | 茨城県つくば市 |
| 土浦駅東口                |           | a,c   | 市内・周辺各方面                                                        | 茨城県土浦市   |

成田空港を含む区間（空港内のみを除く）のみ乗車可能
12往復のうちの半分の6往復は、ひたち野うしく駅を経由しない。

## 運行回数
- 1日12往復
- 2025年現在、関東鉄道と京成バス千葉イーストにより1日7.5往復の臨時ダイヤで運行（ひたち野うしく駅は非経由）。